# Constitutio Criminalis Carolina

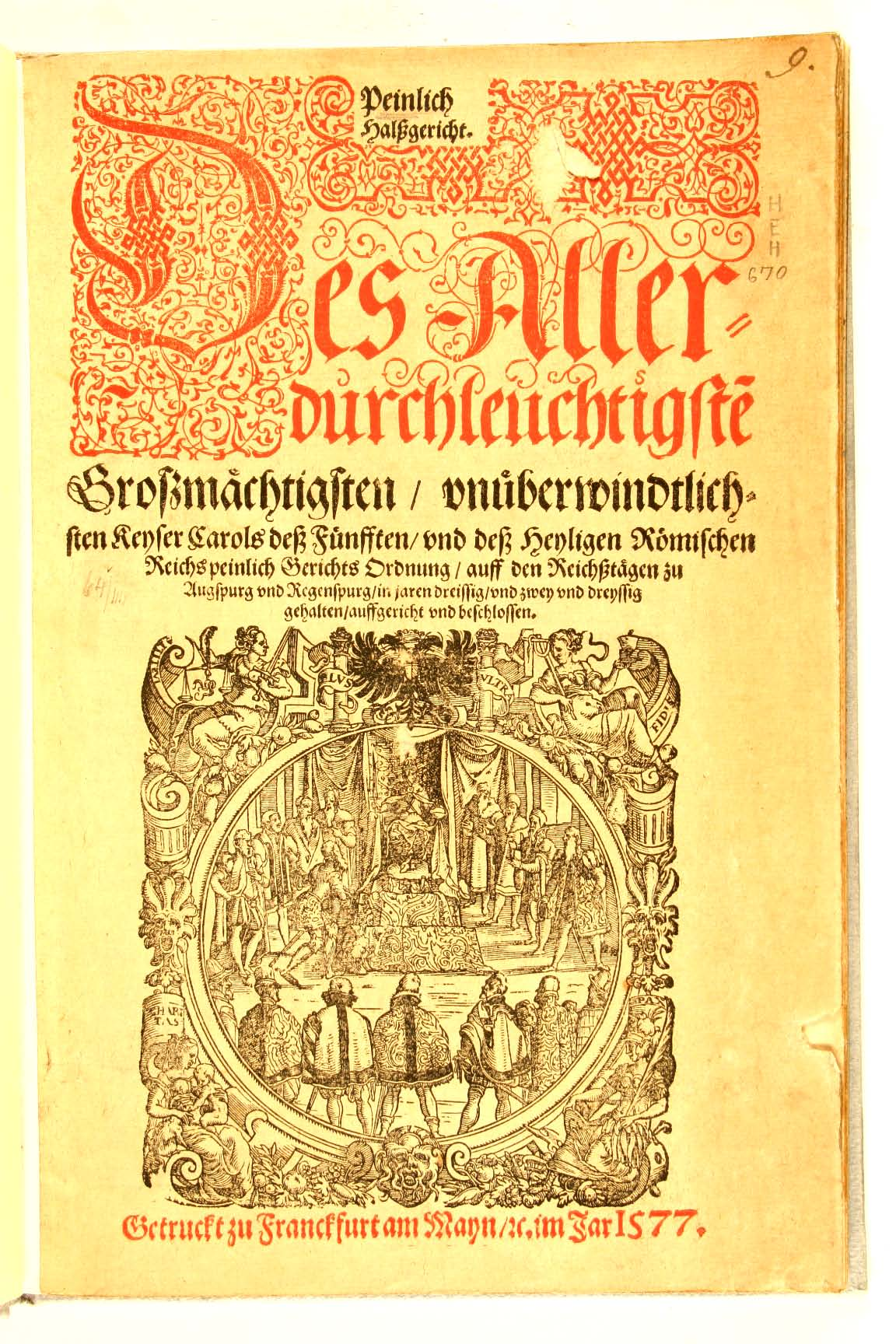
Framsidan

Constitutio Criminalis Carolina (ibland bara Carolina) var en tidig lag (Strafgesetzbuch) i Tysk-romerska riket. Den kallades ocklså Halsgerichtsordnung, och antogs 1530 på Riksdagen i Augsburg. Den lade grunden för häxprocesserna som genomfördes 1580-1680.